# Albert Axelrod
Albert Axelrod, né le 12 février 1921 et mort le 24 février 2004, est un escrimeur américain.
Il participe aux Jeux olympiques d'été de 1960 à Rome où il remporte la médaille de bronze dans l'épreuve de fleuret individuel.

## Palmarès

### Jeux olympiques d'été
- Jeux olympiques de 1960 à Rome (Italie).
  -  Médaille de bronze en fleuret individuel.